# Gonatodes astralis
Espèce
Gonatodes astralis est une espèce de geckos de la famille des Sphaerodactylidae.

## Répartition
Cette espèce est endémique de l'État d'Amazonas au Venezuela.

## Publication originale
- Schargel, Rivas, Makowsky, Señaris, Natera, Barros, Molina & Barrio-Amorós, 2010 : Phylogenetic systematics of the genus Gonatodes (Squamata: Sphaerodactylidae) in the Guayana region, with description of a new species from Venezuela. Systematics and Biodiversity, vol. 8, no 3, p. 321–339.